# Althepus gouci
Espèce
Althepus gouci est une espèce d'araignées aranéomorphes de la famille des Psilodercidae.

## Distribution
Cette espèce est endémique de la région de Tanintharyi en Birmanie,. Elle se rencontre dans la réserve naturelle de Tanintharyi.

## Description
Le mâle holotype mesure 3,44 mm et la femelle paratype 3,80 mm.

## Publication originale
- Li, Liu & Li, 2018 : Ten new species of the spider genus Althepus Thorell, 1898 from Southeast Asia (Araneae, Ochyroceratidae). ZooKeys, no 776, p. 27-60 (texte intégral).